# Tata Sumo
O Sumo é um utilitário esportivo de porte médio-grande da Tata Motors.